# Kompromat
Kompromat és un terme rus per referir-se a documents i informació comprometedors políticament o en altres vessants de la vida privada d'una figura pública, recollits per la policia política o pels serveis secrets. És un mot creuat d'origen rus, компромат, compost de Компромети́рующий материа́л, komprometíruiusxi material, que vol dir «material comprometedor». L'objectiu és eliminar un adversari per organitzar la seva mort civil.
Aquests documents, fotos, àudios, vídeos… reals o fabricats, es fan servir per a campanyes de publicitat negatives, xantatge, o per assegurar lleialtat. El kompromat és una eina molt habitual en la política interna i internacional que va ser desenvolupada a la perfecció pels serveis secrets de la Rússia soviètica que continuen fent servir alegrement a Rússia, els estats postsoviètics i altres estats, com ara Espanya, on José Manuel Villarejo n'hauria desenvolupat una versió ibèrica. Com l'explica l'historiador Xavier Diez: «No calia que el material compromès fos veritat, només que ho semblés,  que resultés versemblant, de manera que la falsificació de proves era pràcticament una sofisticada indústria, on imagino, devien donar feina als millors guionistes.»

## A Rússia
El «kompromat» feia part del manual bàsic dels agents de la policia secreta russa, el KGB, on, entre molts altres, el jove Vladímir Putin va rebre la seva formació. Ja el 2012, el periodista Enric Juliana i Ricart escrivia: «El kompromat s'ha convertit en una tàctica de combat habitual a la Rússia postsoviètica.» Els temps de les fotos obscures en cases de barrets dels films d'espionatge s'han acomplert. Els mètodes s'han modernitzat: ara furoners pengen, per exemple, pornografia infantil a l'ordenador personal d'adversaris. Kompromat emés a la televisió de l'estat rus, ha contribuït, entre molts altres, a la caiguda del fiscal general Iuri Skuratov el 1999 quan aquest començava investigar la corrupció al Kremlin i que Borís Ieltsin (1931-2007) va demanar ajuda a Putin. Poc després, Putin va ser promogut primer ministre.
Sobretot en relació amb Rússia, quan un comportament o l'actitud prorús d'un polític occidental sembla incomprensible, aviat surten sospites que els serveis russos tenen «kompromat», com va ser el cas el 2017 amb Donald Trump. En aquest cas, el cap del servei de premsa de Putin va negar rotundament: «El Kremlin no recull material comprometedor», tot i que hi ha proves que ho continuen fent. En la crisi d'Ucraïna de 2022, hi ha fonts que atribueixen l'actitud vacil·lant de polítics alemanys, com ara l'excanceller Gerhard Schroeder, a l'existència de kompromat.
A més, des del començament del segle xxi l'empresari Sergeï Gòrxkov ha desenvolupat una web especialitzada en la publicació de kompromat. Per un grapat de dòlars, s'hi publica qualsevol document sobre qualsevol persona. Com també van publicar material sobre polítics russos que encara eren en «estat de gràcia» van tenir problemes, algunes webs van ser bloquejades per Rússia i els seus propietaris van ser assetjats per agències del govern.

## A Espanya
Segons Ramon Farré, a Espanya s'ha perfeccionat l’invent en afegir la dimensió col·lectiva que pot abastar un grup de persones, una ideologia, una forma de veure la vida… Un dels casos coneguts és l'acusació falsa el 2012 contra l'aleshores president de la Generalitat de Catalunya, Artur Mas.
Un altre cas, divulgat l'octubre del 2014, va ser construït per la polícia patriòtica amb el coneixement de l'aleshores ministre de l'Interior, Jorge Fernández Díaz. S'hi pretenia que el batlle de Barcelona Xavier Trias hauria tingut un compte milionari a Andorra. Van pagar 25.000 euros dels fons reservats a un polícia francès per fer un informe falsificat.
La «trama russa» del moviment independentista, imaginada el 2020 per la Guardia Civil en l'anomenada Operació Vólkhov n'és un altre exemple.

## En les arts
- Kompromat: L'expedient rus, un film dramàtic del 2022 dirigida per Jérôme Salle i escrita per Salle i Caryl Ferey, parcialment basat en fets reals.[25]
- Kompromat, un grup francès de música eletrònica[26]